# Solanum sect. Micracantha
Solanum sect. Micracantha es una sección del género Solanum.
Incluye las siguientes especies.
- Solanum aturense Dunal
- Solanum jamaicense Mill.
- Solanum lanceifolium Jacq.
- Solanum schulzianum Urb.
- Solanum tampicense Dunal
- Solanum volubile Sw.